# Triciclos de derrape

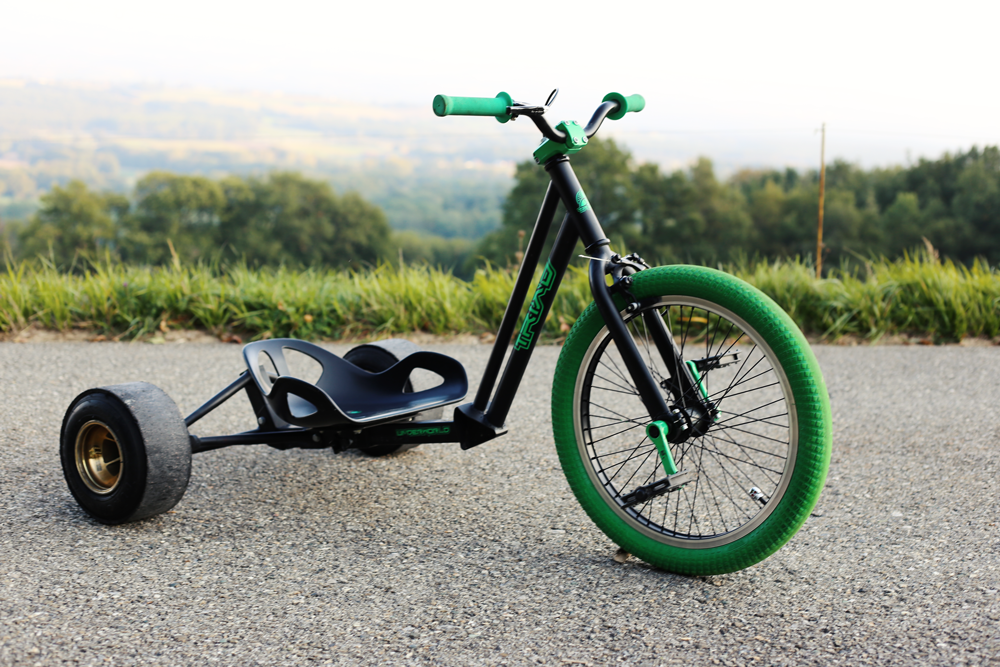
Imagen de un triciclo de derrape

Un triciclo de derrape (en inglés: drift trike) es un triciclo recostado que se utiliza para practicar deporte de inercia. En su parte trasera tiene dos neumáticos dentro de un recubrimiento en PVC de alta presión y el frente tiene accesorios de bicicleta. El recubrimiento tiene la finalidad de disminuir el agarre y permitir el derrape, el cual es un modo de conducción en el que se busca llevar del vehículo de costado logrando un ángulo de 90° grados o más (derrape invertido). También existen triciclos de derrape a motor.